# Seznam Zprávy
Seznam Zprávy jsou český internetový zpravodajský web provozovaný firmou Seznam.cz. Ředitelem redakce a šéfredaktorem je Robert Čásenský. Redakce se zaměřuje na domácí investigace, byznysové zpravodajství a názorovou žurnalistiku. Přináší původní zpravodajství od známých českých novinářů.
Podle ratingu důvěryhodnosti médií, který každoročně zpracovává Nadační fond nezávislé žurnalistiky, patřily Seznam Zprávy v roce 2020 mezi nejkvalitnější česká média s druhým nejvyšším hodnocením (A-). Seznam Zprávám například výzkumníci vytýkali chybějící hypertextové odkazy u původních zdrojů a nedostatečně odlišenou reklamu od redakčního obsahu. V roce 2020 se Seznam Zprávy umístily na prvním místě v anketě Křišťálová lupa v kategorii internetových zpravodajství a publicistiky.

## Historie
Zpravodajský servis začala poskytovat třicetičlenná redakce a do redakční rady patřil Jakub Unger, Zuzana Kubátová, Jindřich Šídlo, Luděk Mádl a Zdeněk John, kteří přešli z vydavatelství MAFRA a Economia. Jejího vedení se ujal někdejší zakladatel Aktuálně.cz Jakub Unger a zástupce šéfredaktora Jiří Kubík. Seznam Zprávy vznikly jako videoportál se třemi základními prvky - proud krátkých videí a textových zpráv v průběhu dne, zpravodajské relace v čele s komentovanými večerními Zprávami a autorské publicistické pořady (např. Šťastné pondělí Jindřicha Šídla či Interview Zuzany Hodkové).
Od 27. června 2017 získaly Seznam Zprávy nový design, přibyly zcela nové publicistické pořady i nové tváře do redakce. Zároveň Seznam představil i zbrusu nová studia pro výrobu zpravodajských pořadů a vlajkového rozhovorového formátu Výzva. Dne 12. ledna 2018 byl spuštěn program terestrické stanice Televize Seznam, pro který začala redakce Seznam Zpráv připravovat zejména živé zpravodajské vysílání v průběhu dne a dále řadu dalších publicistických pořadů a formátů. Od 7. února 2019 se zpravodajství Seznam Zprávy začalo objevovat rovněž ve vysílání rádií Expres FM a Classic, jejichž se stal Seznam.cz 100% vlastníkem.
Od října 2019 se novým šéfredaktorem Seznam Zprávy stal Jiří Kubík. Roli převzal od Jakuba Ungera, který dosud zastával pozici šéfredaktora souběžně se svou hlavní rolí ředitele divize Zpravodajství a rádií. V listopadu 2019 Seznam Zprávy po roce a půl změnily logo a tvář webu. Spolu s novým designem Seznam Zprávy také oznámily větší zaměření na byznys, analýzy a komentáře, přičemž podle šéfredaktora má web být zdrojem původních informací, nezávislé investigace a originální publicistiky.
V září 2024 se Jiří Kubík vrátil k původní profesi investigativního novináře a k roli šéfredaktora se vrátil Jakub Unger. V říjnu 2024 Jakub Unger odešel z pozice šéfredaktora, vedením redakce byl pověřen Petr Šabata, který je zároveň šéfredaktorem deníku Právo. V lednu 2025 se šéfredaktorem stal Robert Čásenský, majitel a dosavadní šéfredaktor magazínu Reportér.

## Obsah a vysílání
Redakce Seznam Zpráv se zaměřuje na nezávislé a autorské domácí, ekonomické či zahraniční zpravodajství. Mezi formáty patří investigace, reportáže, analýzy a komentáře nebo rozhovory s významnými osobnostmi či zpravodajské speciály. V prvních třech letech fungování v obsahu dominovaly videoreportáže a pořady, šířené rovněž skrze terestrické vysílání Televize Seznam a od roku 2018 i online na www.televizeseznam.cz. Od podzimu 2019 se redakce Seznam Zprávy více soustředí na psanou, obrazovou a multimediální žurnalistiku.[zdroj?]

## Tým zpravodajství
Tým redakce čítá významné české novináře domácí, ekonomické, zahraniční i sportovní žurnalistiky. Mezi osobnosti, které tvoří obsah pro Seznam Zprávy patří Jiří Kubík, Janek Kroupa, Václav Dolejší, Jindřich Šídlo, Lukáš Valášek, Vojtěch Blažek, Radek Kedroň, Lenka Kabrhelová, Jiří Nádoba, Radek Nohl, Jiří Pšenička, Tomáš Pergler, Jan Novák, Marie Bastlová, Kristina Ciroková, či Adéla Jelínková. Z regionálních redakcí pak Tomáš Svoboda.[zdroj?]

## Umělá inteligence
Redakce Seznam Zpráv jako první české médium zavedla v dubnu 2023 AI kodex, který popisuje, jak její členové přistupují k práci s nástroji umělé inteligence. Zavazují se k jejich transparentnímu používání. Dokument upřesňuje, jak pravidla aplikují při využívání strojového učení, neuronových sítí, velkých jazykových modelů nebo takzvané generativní umělé inteligence. Kodex zakazuje například publikaci vygenerovaných snímků bez jasného označení, že jde o AI vizualizaci. Dále garantuje, že čtenářům bude dál nabízen původní obsah, za kterým budou stát konkrétní redaktoři, reportéři a editoři. Kodex končí závazkem, že oblast výzkumu AI se rychle mění, zásady jsou tedy psány s očekáváním budoucího vývoje.[zdroj?]
Od května 2023 začal v Seznam Zprávách články načítat syntetický hlas robotky Jany. O několik měsíců později, tedy v prosinci 2023, byly do provozu uvedeny další čtyři vlastní syntetické hlasy pro načítání článků, tedy roboti Silvie, Magda, Pavel a Jaroslav.[zdroj?]

## Kontroverze
V listopadu 2018 podal advokát syna premiéra Andreje Babiše (ANO) trestní oznámení na redaktory serveru Seznam Zprávy Jiřího Kubíka a Sabinu Slonkovou. Zřejmě se týká natáčení Babišova syna skrytou kamerou. Trestné by také mohlo být získání neveřejného vstupního kódu a vstup do domu kde syn žije. Ve Švýcarsku je pořizování nahrávek v neveřejných prostorech bez souhlasu všech zúčastněných nelegální. Redakce si nicméně ještě před zveřejněním reportáže nechala vypracovat právní analýzu, která konstatovala, že postup reportérů byl v souladu s občanským zákoníkem a zákonem na ochranu osobních údajů a nadto ve veřejném zájmu. V reportáži totiž syn Andreje Babiše uvedl, že nějaké dokumenty související s aférou Čapí hnízdo podepisoval, nevěděl prý však vůbec co podepisuje. Také byl prý později proti své vůli odvezen na Krym pod záminkou léčení jeho duševního zdraví. Případ vyvolal 23. listopadu mimořádnou schůzi Sněmovny, na níž se hlasovalo o důvěře kabinetu Andreje Babiše. Vláda hlasování o důvěře ustála. Případ únosu policisté ukončili s tím, že se trestný čin nestal. Stíhání Babišova syna v kauze Čapí hnízdo, stejně jako dalších tří rodinných příslušníků bylo definitivně ukončeno 4. prosince 2019.
Novinář serveru HlídacíPes.org Jan Žabka kritizoval účast Seznam Zpráv na deepfake projektu Kazmy, kdy parodovali prezidenta Miloše Zemana a jejich přiznání podílu na projektu až po roce od natáčení.
V květnu 2021 podal vicepremiér a ministr vnitra Jan Hamáček (ČSSD) trestní oznámení na autory reportáže (Janka Kroupu a Kristinu Cirokovou) serveru Seznam Zprávy k jeho cestě do Moskvy. Na server plánuje podat i civilní žalobu, kterou chce po vydavateli požadovat deset milionů korun. Podle reportáže webu Seznam Zprávy hovořil Hamáček na interní schůzce o úmyslu vyměnit mezinárodní skandál kolem kauzy ve Vrběticích za dodávky vakcíny proti covidu-19 Sputnik V. Interní schůzku, na které Jan Hamáček měl údajně prohlásit, že „z Moskvy přiveze milion Sputniků“, Seznam Zprávám potvrdil hejtman Pardubického kraje Martin Netolický (ČSSD), který se jí osobně účastnil. Nepotvrdil však zprávu o směnném obchodu za mlčení kolem kauzy Vrbětice.
18. října 2021 byl propuštěn zástupce šéfredaktora Jiří Hošek poté, co se ukázalo, že sexuálně obtěžoval své kolegyně. Hošek vinu přiznal a oznámil, že vyhledá odbornou pomoc. Jedna z žen, která s Hoškem pracovala, řekla portálu iDNES.cz: „V redakci o tom věděla spousta lidí, nikdo s tím nic nedělal. Pokusy o řešení ztroskotaly rychle, takže jsme jen mohly sedět a čekat, kdy nějaká fotka nebo zpráva přijde někomu dalšímu.“
Kancelář prezidenta Miloše Zemana dlouhodobě označovala Seznam Zprávy za šiřitele dezinformací.
Podle investigativních reportáží Jakuba Zelenky (pro Page not found) a Filipa Zelenky (pro Respekt) byla za propuštěním šéfredaktora Jakuba Ungera ztráta důvěry majitele Seznamu Iva Lukačoviče. Podle reportáží měl český zbrojař Michal Strnad (Czechoslovak Group) usilovat o odkoupení Seznamu (vlastnícího média Seznam Zprávy a Novinky.cz). Strnad, který zbohatl během války na Ukrajině, přitom již dříve projevil zájem o odkoupení Mafry, A11 TV a Primy. A podle zjištění mělo vedení Seznamu vinit právě Ungera z napomáhání Strnadovi ovlivňovat jejich rozhodnutí. Unger měl majiteli Ivu Lukačovičovi předávat falešné či zmanipulované informace. Unger měl například tvrdit, že se dostal ke zprávám BIS, které zachycují informace o „jednom vlivném miliardáři se zájmem o Seznam Zprávy“. Na ÚOHS ležel na Seznam dlouho podnět a ten miliardář měl prý umět instituce přinutit, aby se jím začaly intenzivně zabývat. Vše pak mělo vyústit v rozdělení Seznamu a vyměření likvidační pokuty. Takto vyčleněné Seznam Zprávy pak měl chtít zmíněný miliardář odkoupit. Aby Lukačovič zprávám uvěřil, byla smluvena schůzka s premiérem Petrem Fialou (ODS), které se účastnil Lukačovič, Unger a Fialův mediální spolupracovník František Cerha. Ta měla Ungerova slova nepřímo legitimizovat a podpořit. Všechny zapojené strany odmítly zjištění komentovat. Podle informací Respektu vše začalo oznámením Iva Lukačoviče, který na sociálních sítích uvedl, že uvažuje o vstupu Seznamu na burzu. To podle zdrojů přilákalo k Seznamu oligarchy.